# شلیک به هدف (فیلم ۲۰۱۰)
شلیک به هدف (به انگلیسی: Point Blank) یک فیلم سینمایی فرانسوی در ژانر اکشن - دلهره‌آور محصول سال ۲۰۱۰ و با بازی ژیل للوش، رشدی زم، ژرار لانون، میری پریه و النا آنایا همراه است. این فیلم در تاریخ ۱ دسامبر ۲۰۱۰ اکران شد.

## داستان
ساموئل پیرت پرستاری است که جان یک مرد را نجات می‌دهد اما بعداً مشخص می‌شود که آن مرد یک دزد است و همسر ساموئل را گروگان می‌گیرد و…

## بازسازی
یک بازسازی کره‌ای در سال ۲۰۱۴ با عنوان هدف (فیلم ۲۰۱۴) و یک بازسازی آمریکایی با همین عنوان در سال (۲۰۱۹) هر دو کپی این اثر سینمایی می‌باشند.